# Drávaköz
Drávaköz vagy Drávaszög a magyar elnevezése, a Dráva és a Duna folyó közötti, vizekkel szabdalt természetföldrajzi kistájnak (horvátul: Baranjska lesna zaravan, azaz „baranyai löszhát”), amely hagyományosan a Duna és a Dráva folyók közé eső terület neve.  A trianoni utódállamokban megkülönböztető utalás nélkül, egyszerűen Baranyának nevezik ezt a területet. A Baranyavári járás Baranya vármegye legdélebbi járása volt 1941. augusztus 15. előtt, 16-ától Villányi járássá keresztelték át. Székhelye a trianoni békeszerződés (1920) előtt Dárda, utána Villány volt. A járás területén város nem volt, csak nagyközségekből és (kis)községekből állt.
Egyéb magyar elnevezései: Drávazug, Baranyai Hegyalja. Az egykori Magyar Királyságban Dél-Baranya vagy Alsó-Baranya néven is emlegették, mivel a terület a történelmi Baranya vármegye déli részét alkotta. Ma nagyrészt Horvátország északkeleti régióját képezi, egy kisebb területe pedig Magyarországhoz tartozik (Béda-Karapancsa Tájvédelmi Körzet).
A Drávaszög kifejezést ma már főleg a horvátországi terület megnevezésére alkalmazzák, amelyet a Duna, Dráva és a magyar-horvát államhatár ölel át. Tehát a Drávaszög és a Drávaköz ma nem teljesen azonos fogalom. Ez a terület ezenkívül Baranya-háromszög vagy Baranyai háromszög néven is ismert, Horvátországban pedig egyszerűen csak a Baranya (Baranja) névvel jelölik.

## Földrajza

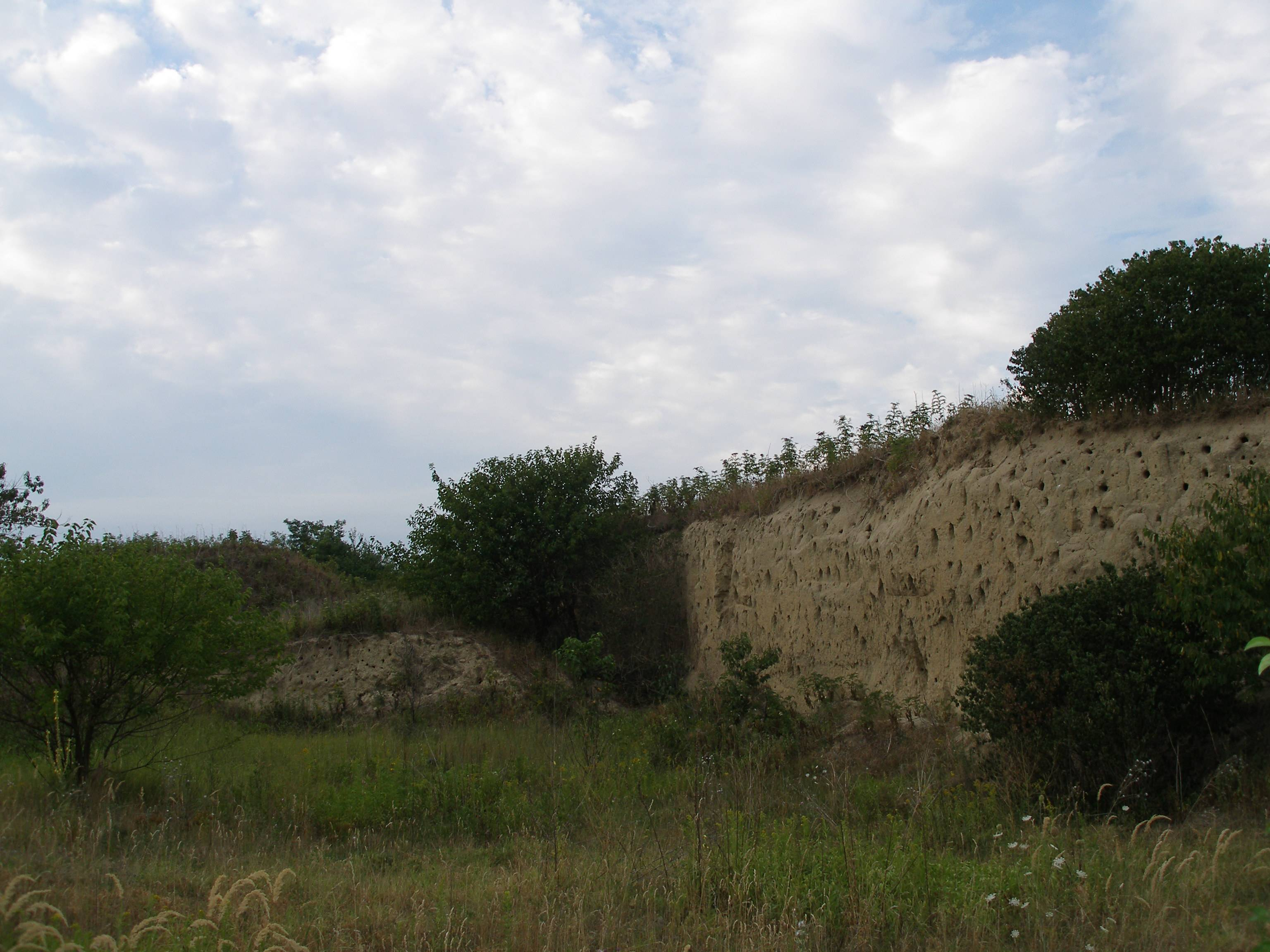
Löszfal

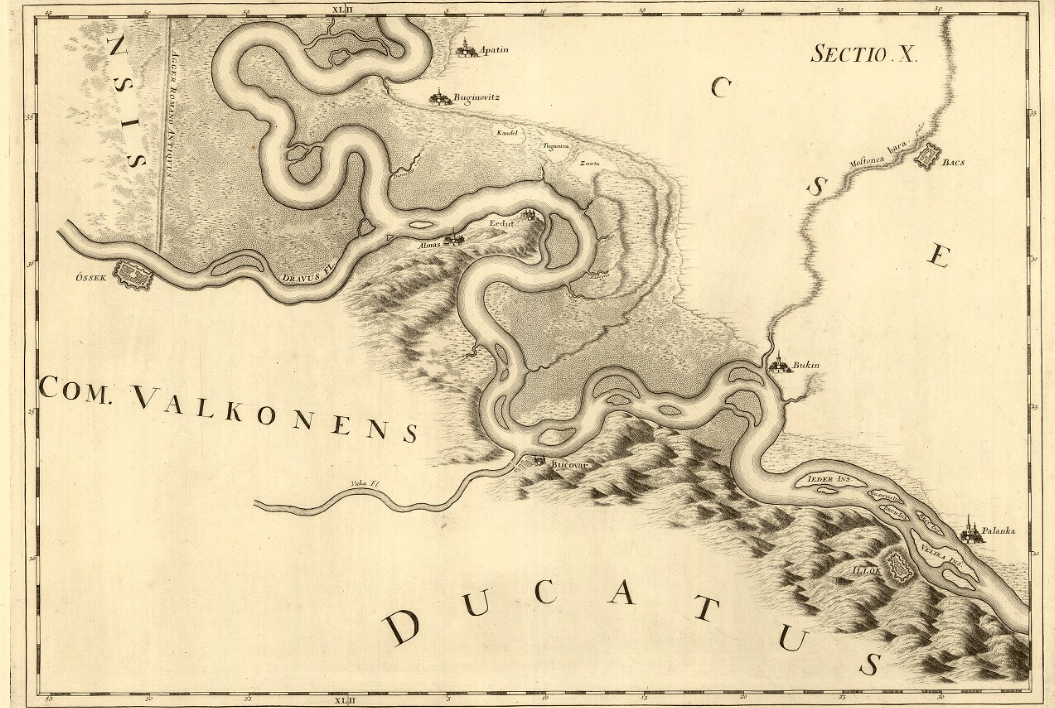
Luigi Ferdinando Marsigli térképszelvénye a Dráva torkolatáról, 1741

A horvátországi Drávaszög teljes területe 114 742 hektár.
A Drávaköz legészakibb része Magyarországon található, a Duna jobb oldalán, Mohács és az országhatár között. Ez a Béda-Karapancsa tájegység bédai része, és a Duna–Dráva Nemzeti Parkhoz tartozik. A Béda-Karapancsa tájegység 10 500 hektár kiterjedésű, ebből 3700 hektár fokozottan védett.
A Drávaköz tengerszint feletti magassága átlagosan 78-85 méter feletti. Legmagasabb pontja a borászatáról híres Báni-hegy (245 m.)
Talaját mocsári üledék, por, agyag, tőzeg, finom homok, lösz alkotják.
A területet az Alföld kontinentális éghajlata jellemzi. A térségben a hagyományos kultúrák – kukorica, napraforgó, búza, szója, cukorrépa – termesztésén kívül batáta termesztéssel is foglalkoznak.

### Kialakulása
A pliocén végén az Ős-Duna több ágra szakadva a Kisalföldről dél felé, a Szlavón-maradványtó irányába tartott. Itt egyesülve a Dráva és más folyók őseivel, végül az Ős-Tiszával, a Vaskapu-szoroson keresztül hagyta el a Kárpát-medencét. A középső pleisztocénre a Duna és Dráva folyók között ez a kapcsolat a feltöltődések és a tektonikus mozgások eredményeképpen fokozatosan megszűnt. A Duna kelet felé, a visegrádi szűkületen át talált utat magának, és nagyjából a Szeged-Belgrád-Vaskapu irányt tartva vette fel először a Kárpátok folyóit (Ős-Tisza, Ős-Maros), majd az Ős-Drávát és Ős-Szávát. A kialakult rend a holocén elejére lassan újból átrendeződött, és a Vácnál délre forduló folyó a Dunántúl peremének süllyedékeit elfoglalva újból évmilliókkal azelőtti torkolatvidékének közelében találkozott a Drávával. Ezzel kialakult a Drávaköz vizekkel szabdalt varázslatos világa. Itt építtette fel 17. és a 18. század fordulóján Bellye faluban a vadászkastélyát Savoyai Jenő herceg, korának egyik legkiválóbb hadvezére. I. Lipót magyar király és német-római császár 1697-ben adományozta a bellyei uradalmat Savoyai Jenőnek, a törökök Magyarországról történő kiűzése és a zentai csatában kivívott döntő győzelme elismeréseképpen.
Az Osztrák-Magyar Monarchia írásban és képben című műben így írták le: Itt kezdődik Albrecht főherczeg béllyei uradalma, mely a Mohács, Villány és Béllye által határolt hosszúkás háromszögben, a mohács-eszéki országút által hasítva, s a villány-eszéki vasútvonal által metszve és határolva, 33 adóközségben 11 négyszögmérföldnyi örök birtokot foglal magában. A 12 gazdasági és 7 erdészeti területre osztott gazdaság középpontja Főherczeg-Lak a baranyavár-monostori vasútállomás közelében.

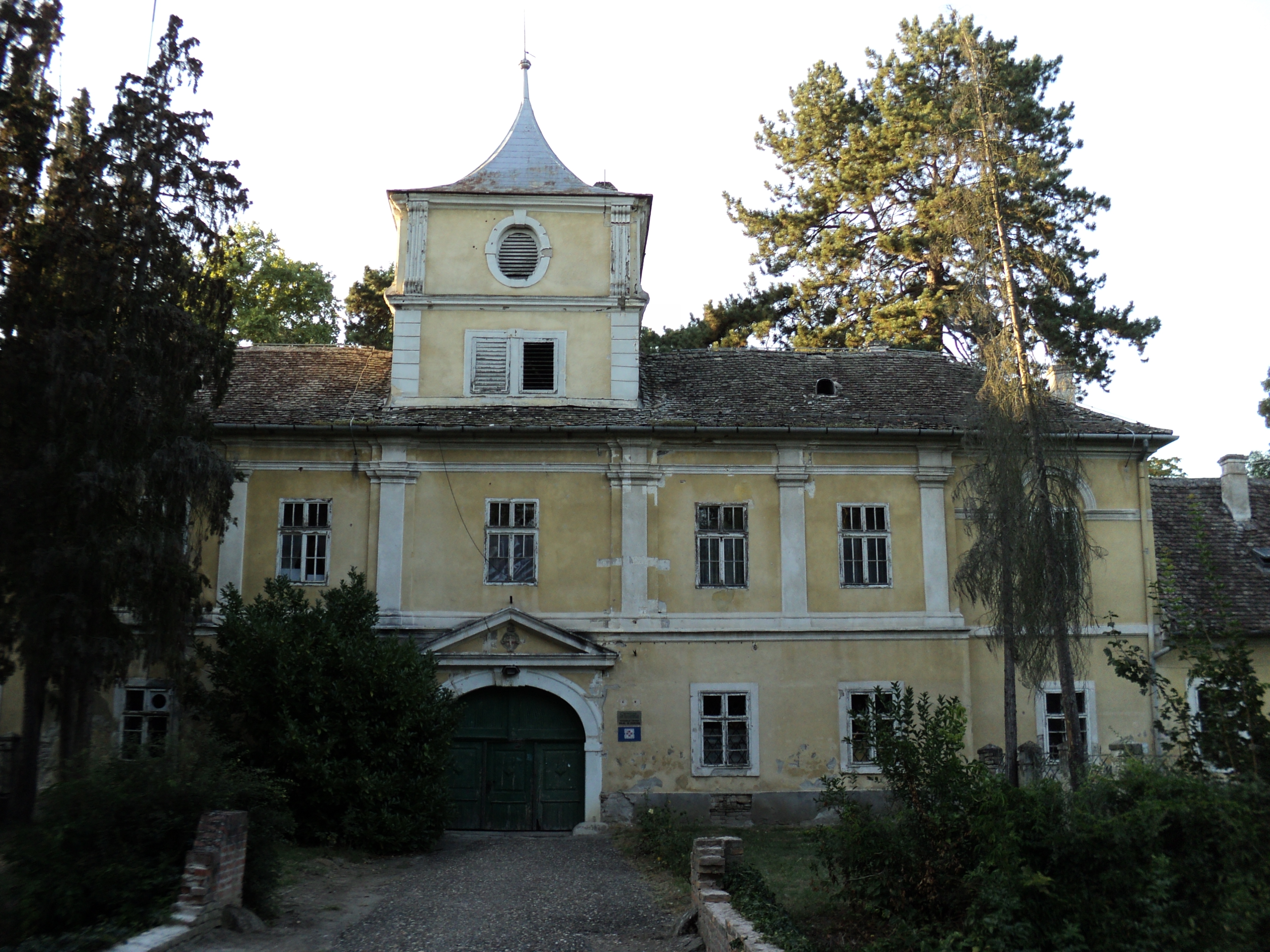
Savoyai Jenő vadászkastélya, Bellye

Ezen helység feje egy 15 négyzet mfdre terjedő nagy uradalomnak, mellyet ezelőtt Albert „királyi herczeg, most pedig Károly austriai főherczeg örökösei birnak. Az egész 6 kerületre osztatik. Az elsőhöz tartoznak: Béllye, Kopács, Darócz, Eugeniusfalva, Laskafalu helységek, a mitvári és kohári pusztákkal s vendégfogadókkal. A másodikhoz: Vörösmarthi, Keő-, és Herczeg-Szőlős, Sepse, Czuza, Batina. A harmadikhoz: Darázs, Marok, Izsép, Bodolya, Dalyok; a csibogári korcsma és vámház. 4-ikhez: Nyarad, Májs, Szabár, Udvar; 5-dikhez: Villány, Lipova, Sárok, Szent-Márton. 6-ikhoz: Baranyavár, Monostor, Lucs, Sz.-István, Bán, Kisfalu helységek; Haranya, Latjka, Henye, Gösa, Lipovicza majorságok. – Ezen uradalom szinte arról nevezetes, miről a dárdai; t. i., hogy itt véghetetlen kiterjedésű mocsárok kiszáritattak s mivelhetőkké tétettek.
A Kárpát-medence közepén, a Duna és a Dráva egybeszakadásánál, ott kell keresni azt a háromszög alakú területet, ahol a honfoglalás óta magyarok élnek. Drávaszögnek nevezzük a Duna és a Dráva közötti területet, mely ma a Horvát Köztársaság része. Homogén nyelvi környezetben él ott a horvátországi magyarság egyharmada, körülbelül nyolcezer lélek. Kicsiny, de jómódú települések épültek itt gazdag házsorokkal és csinos templomokkal.

### Élővilága
A Drávaszögben megtaláljuk a tipikus sztyeppi vegetációra jellemző fajokat, például Bellyén a temetőben előfordul a Horvátországban egyáltalán nem gyakori fekete kökörcsin (Pulsatilla pratensis nigricans), a magyar zergevirág (Doronicum hungaricum) vagy a törpe mandula (Amygdalus nana). 

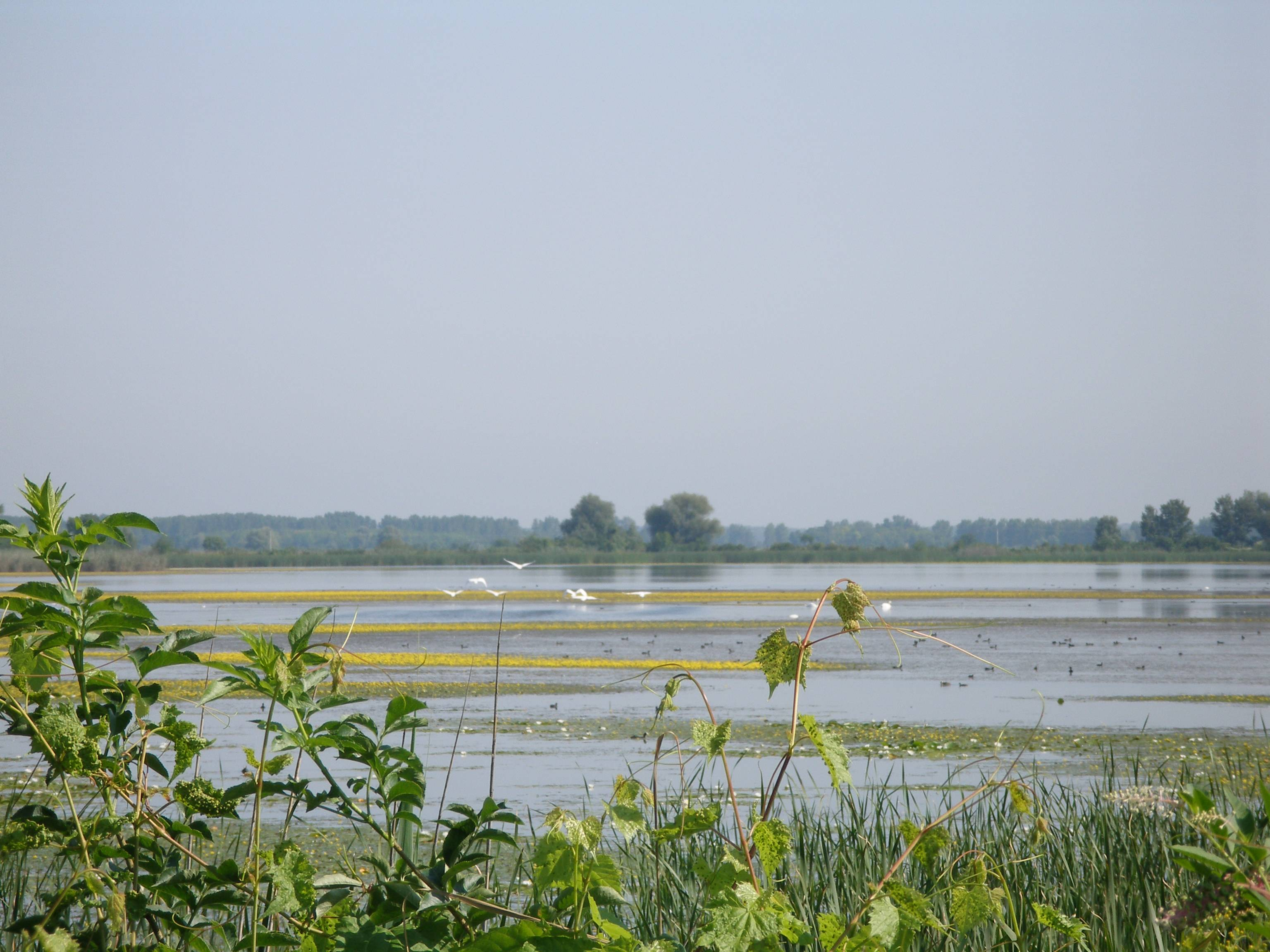
Egy halastó és madárparadicsom

A Kopácsi-rét Természetvédelmi Terület a Drávaszög keleti felében húzódik, viszonylag nagy kiterjedésű ártéri puhafás és keményfás ligeterdőkkel büszkélkedhet. Nagyvadak nem hiányoznak a területről, így előfordul a szarvas (Cervus elaphus), őz (Capreolus capreolus), vaddisznó (Sus scrofa). A vadmacska (Felis silvestris), a vörös mókus (Sciurus vulgaris) kiemelendő még. A Kopácsi-rét egyébként elsősorban gazdag madárvilágáról híres. Mintegy 293 madárfajt figyeltek már meg a területen. Igen fontos élő-, költő-, táplálkozó hely. Rétisas (Haliaetus albicilla) állománya szépen növekszik az utóbbi években. Több fekete gólya (Ciconia nigra) és réti fülesbagoly (Asio flammeus) pár költ a területen. A Kopácsi-rét Európa második legnagyobb ívóterülete, számos halfaj fordul itt elő. A rovarfauna még viszonylag szegényesen van feltárva.
A Drávaszög falvainak többségében a fokozottan védett gyöngybagoly (Tyto alba) is előfordul. Ezen kívül a macskabagoly (Strix aluco), erdei fülesbagoly (Asio otus) és kuvik (Athene noctua) is költ. A védett ragyás futrinka (Carabus cancellatus) Laskó településről is előkerült. Közönséges a meghonosodott bivalykabóca (Stictocephala bisonia). A településeken igen nagy számban fordul elő a nyest (Martes foina).  
 A Drávaszögben zajló önkéntes fajvédelmi program a gyöngybagolyvédelem.
A Drávaszög élővilágát gazdagítja a löszhátvonulatra jellemző tipikus növényzet is. Ennek részeként számos, Horvátországban csak itt előforduló növényt találtak, ilyenek például a szagtalan rezeda (Reseda inodora), a törpe nőszirom (Iris pumila), és a taréjos búzafű (Agropyron cristatum).

### Népesség
A Drávaköznek a 2011-es horvátországi népszámlálás alapján 39.420 lakosa volt. Nemzetiségi/etnikai megoszlás szerint közülük 23.041 fő (58,45%) horvát, 7.258 fő (18,46%) szerb, 5.980 fő (15,17%) magyar, 1.341 fő (3,40%) cigány, 347 fő (0,88%) német, a maradék 3,64%-ot kitevő lakosság pedig 17 különböző nációhoz tartozik, de egyik csoport sem éri a lakosság 0,5%-át sem.

## Települések
Az alábbi települések a horvátországi Baranyához tartoznak:
- Baranyabán község (2 427)
  - Baranyabán (Popovac)
  - Baranyakisfalud (Branjina)
  - Főherceglak (Kneževo)
- Baranyaszentistván község (2 743)
  - Baranyaszentistván (Petlovac)
  - Braidaföld (Širine)
  - Harisnyapuszta (Novo Nevesinje)
  - Lőcs (Luč)
  - Petárda (Baranjsko Petrovo Selo)
  - Szederjes (Sudaraž)
  - Torjánc (Torjanci)
  - Újbezdán (Novi Bezdan)
  - Zöldpuszta (Zeleno Polje)
- Bellye község (5 480)
  - Bellye (Bilje) – 3 224
  - Kopács (Kopačevo) – 608
  - Laskó (Lug) – 852
  - Várdaróc (Vardarac) – 660
- Darázs község (3 356)
  - Dályok (Duboševica) – 690
  - Darázs (Draž) – 623
  - Hercegmárok (Gajić) – 354
  - Izsép (Topolje) – 473
  - Kiskőszeg (Batina) – 1 048
  - Nagybodolya (Podolje) – 168
- Dárda község (7 062)
  - Dárda (Darda) – 5 394
  - Mece – 840
  - Ölyves (Uglješ) – 594
  - Őrhely (Švajcarnica) – 231
- Hercegszöllős község (5 186)
  - Csúza (Suza) – 636

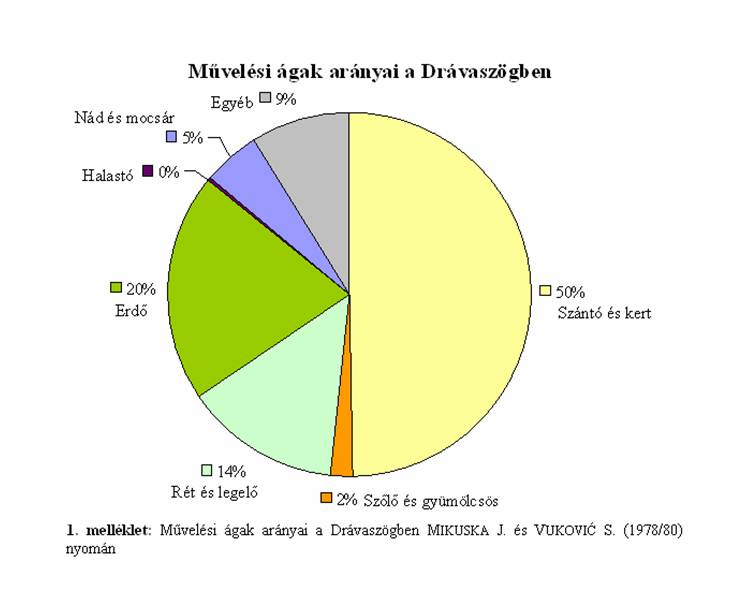
Művelési ágak a Drávaszögben 1980-ban

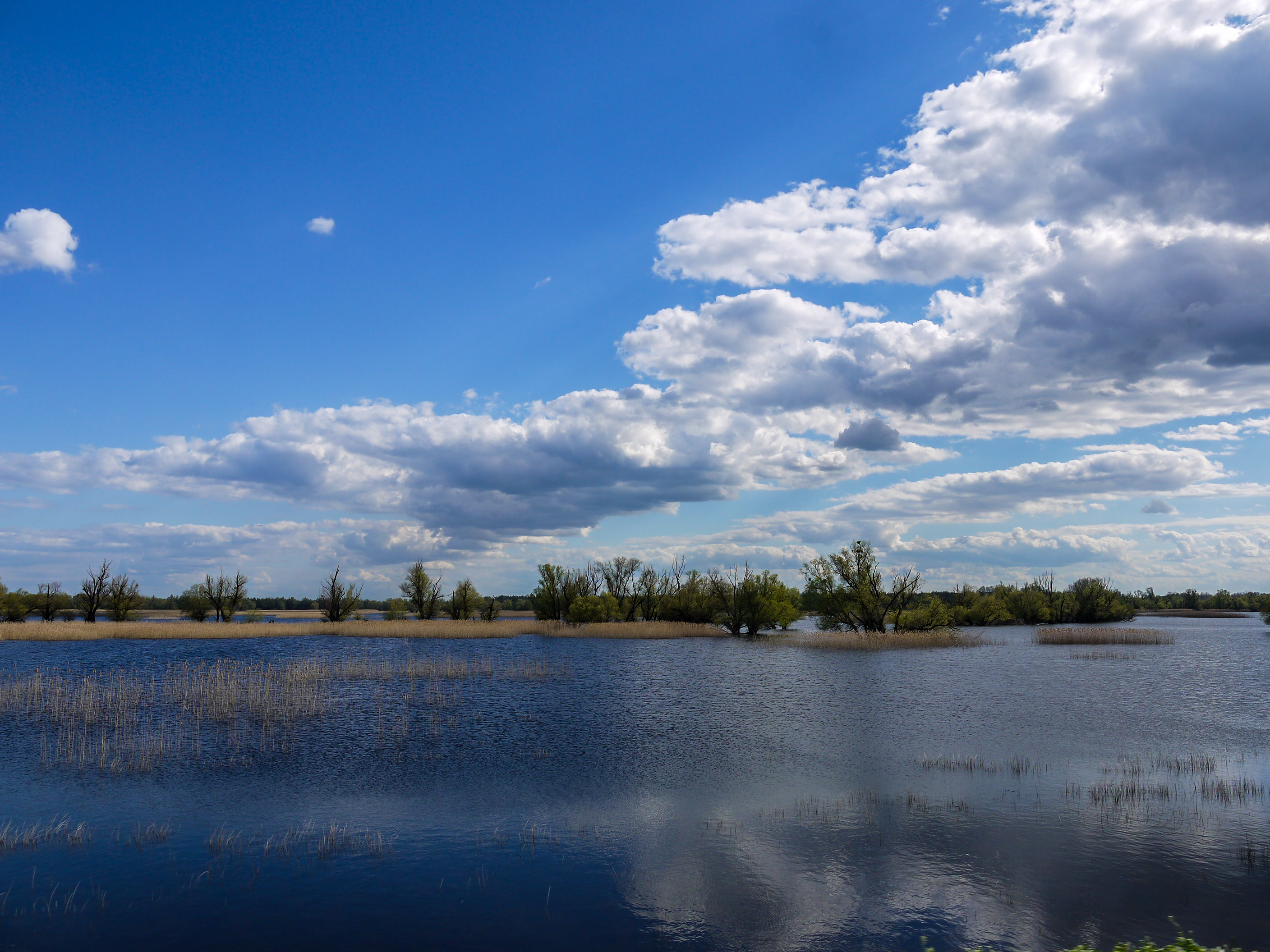
Kopácsi rét, (Park prirode Kopački rit) egy nagy kiterjedésű mocsaras terület a Dráva dunai torkolatánál

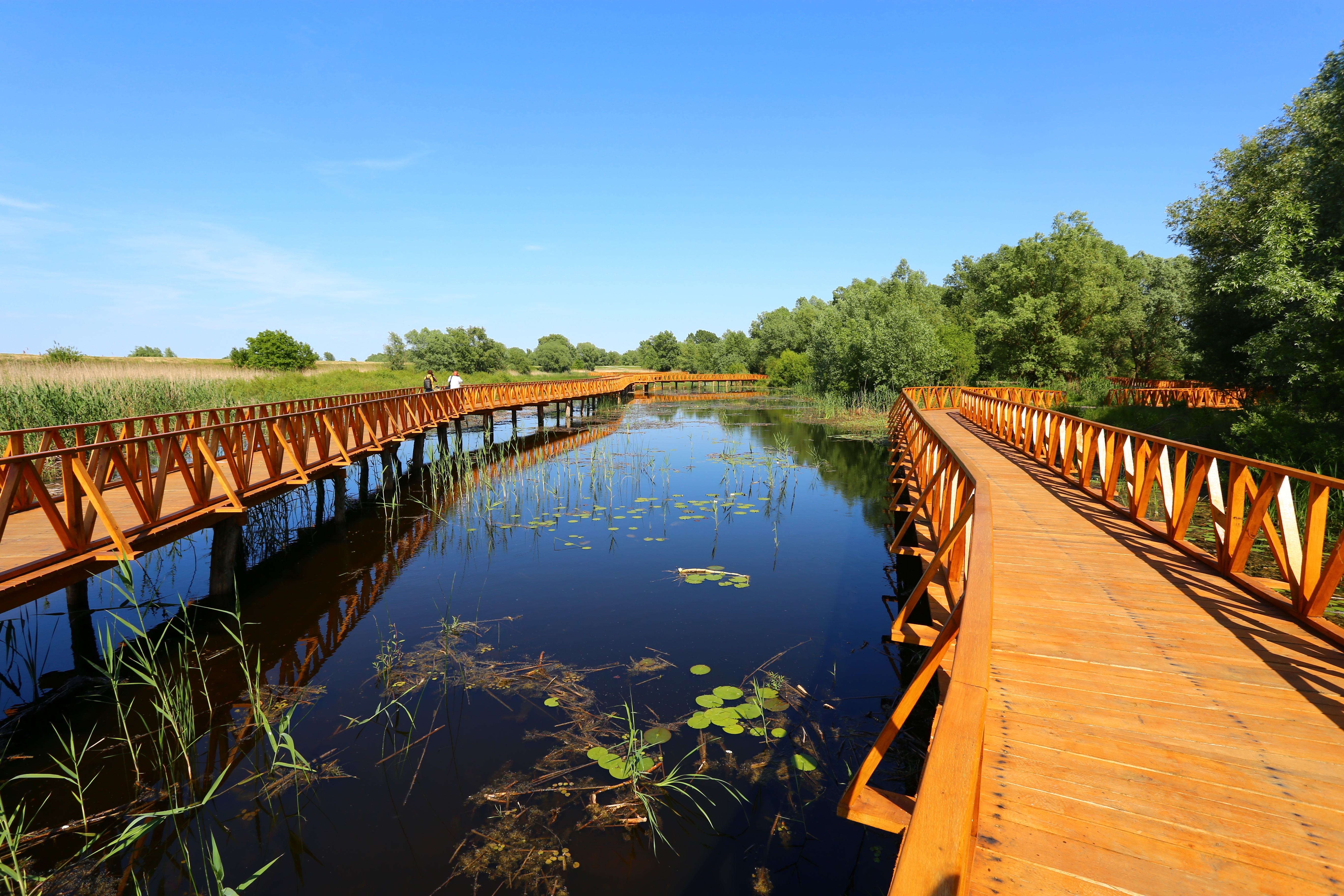
Kopácsi rét (horvátul Kopački rit)

  - Hercegszöllős (Kneževi Vinogradi) – 1 715
  - Karancs (Karanac) – 1 065
  - Kő (Kamenac) – 177
  - Sepse (Kotlina) – 334
  - Vörösmart (Zmajevac) – 974
- Kácsfalu község (2 537)
  - Bolmány (Bolman)
  - Kácsfalu (Jagodnjak)
  - Szeglak (Majške Međe)
  - Újbolmány (Novi Bolman)
  - Újlaskafalu (Novi Čeminac)
- Laskafalu község (2 856)
  - Albertfalu (Grabovac)
  - Keskend (Kozarac)
  - Laskafalu (Čeminac)
  - Mitvárpuszta (Mitrovac)
- Pélmonostor község  (10 986)
  - Baranyavár (Branjin Vrh) – 1 189
  - Benge (Šumarina) – 567
  - Cukorgyár (Šećerana) – 559
  - Pélmonostor (Beli Manastir) – 8 661

## Kultúra
A Duna és a Dráva összefolyásánál található Európa egyik legnagyobb természetes vizes élőhelye a Kopácsi-rét természetrezervátum. A Bellyei-tó egy igazi turistaparadicsom és pihenőhely.

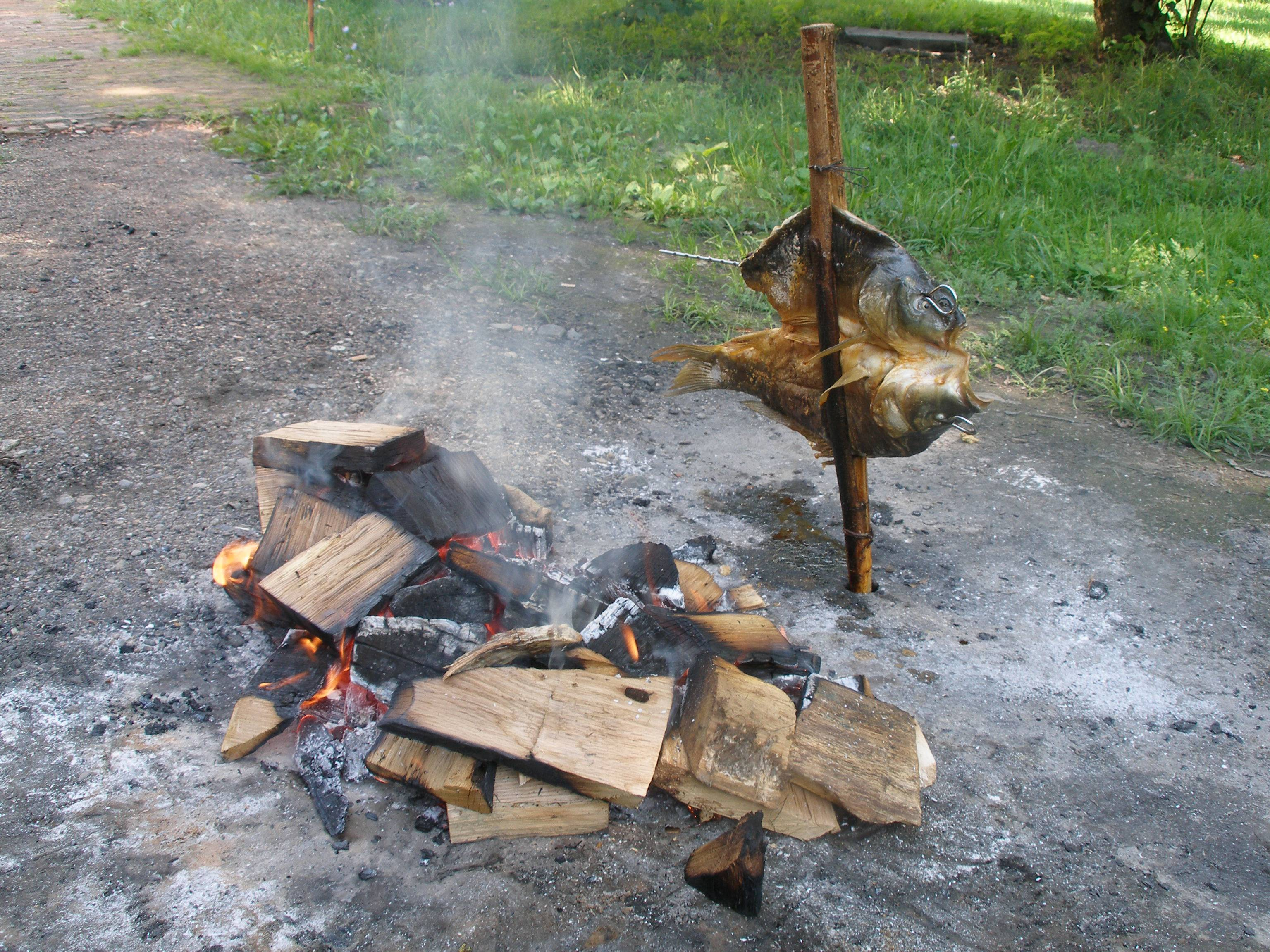
Csiptetős ponty

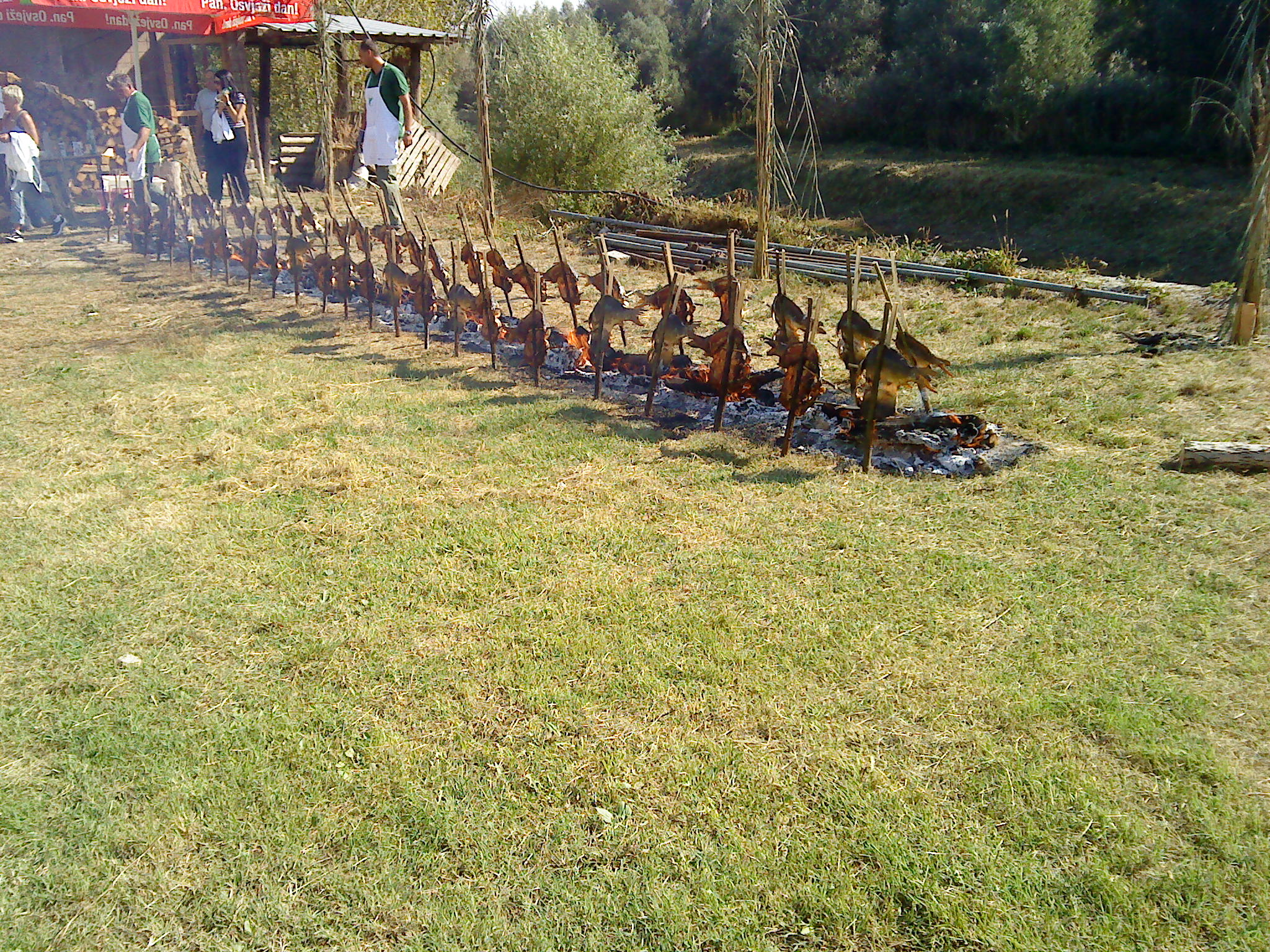
Csiptetős pontyok sütése

### Rendezvények
„Kopácsi halásznapok” : 3 napos rendezvény. Évről évre exponenciális növekedést mutató részvételi arány. Több, mint 2 tonna hal fogy egy hétvége alatt. Magyarországi vendég sztár szokott fellépni és több népi tánccsoport.

### Gasztronómia
Helyi specialitásként megemlítendő a mundéros csuka és a csiptetős ponty.